# Chevrolet Nova (1984)
Chevrolet Nova – samochód osobowy klasy kompaktowej produkowany pod amerykańską marką Chevrolet w latach 1984–1988.

## Historia i opis modelu

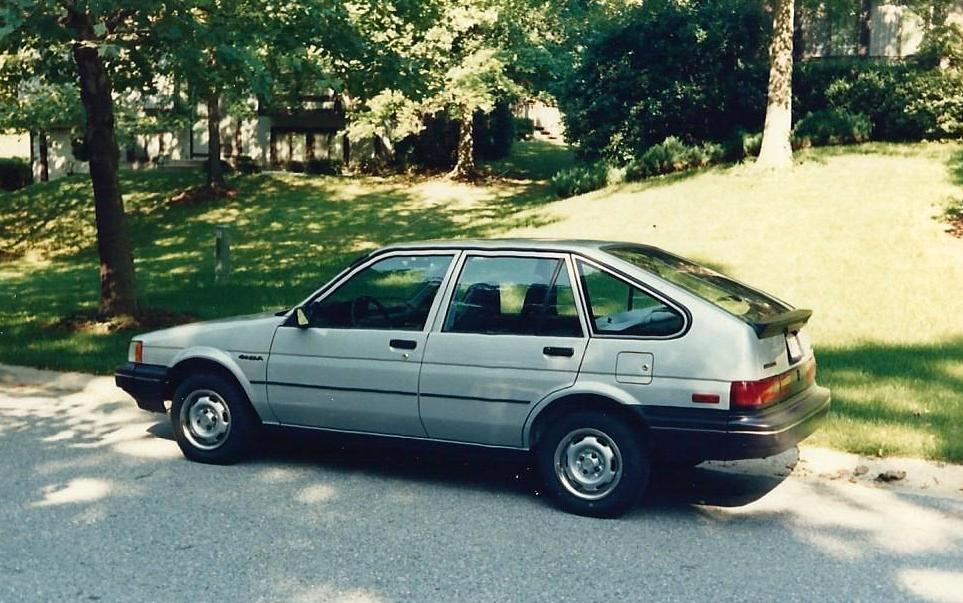
Chevrolet Nova – tył

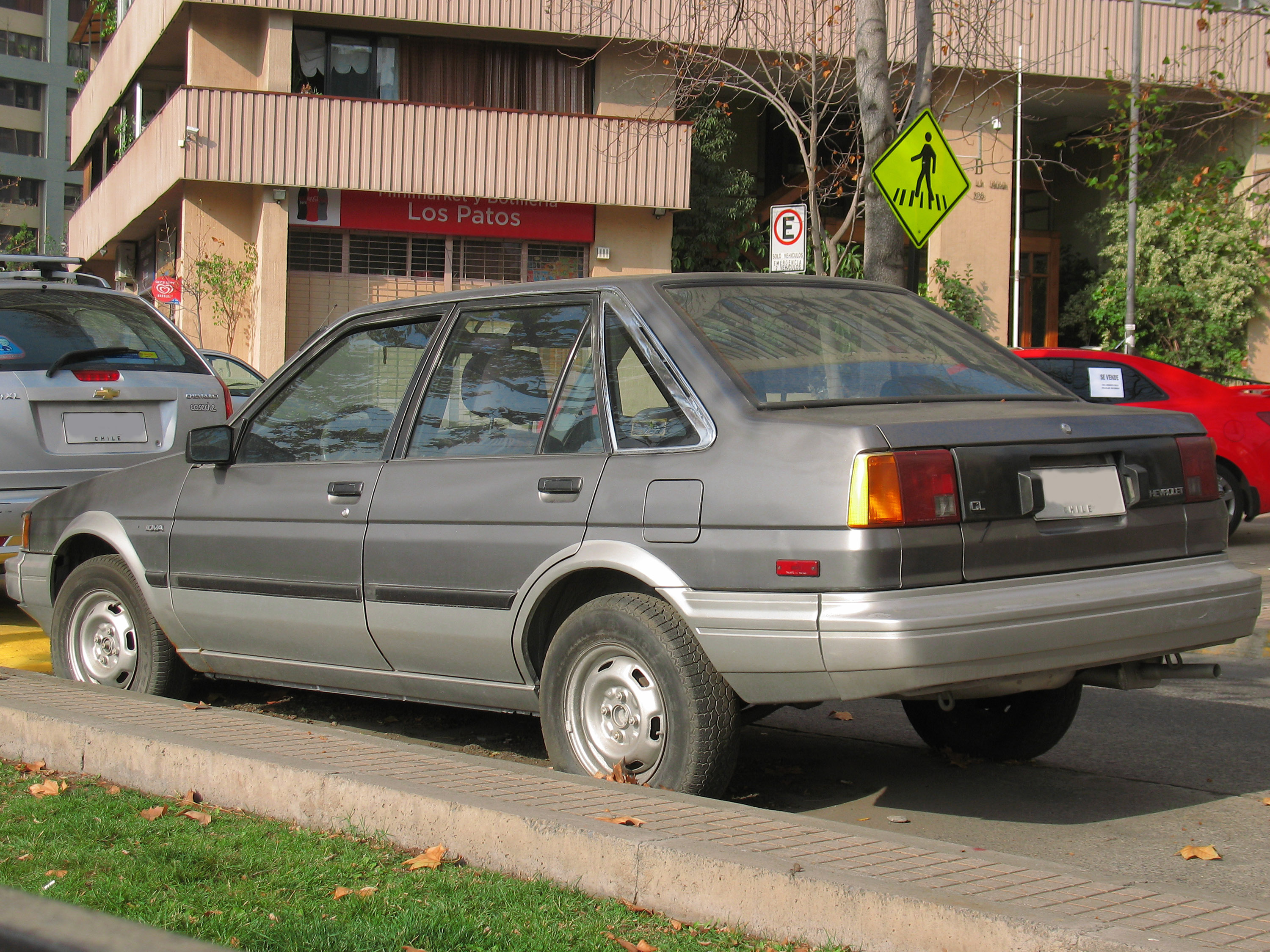
Chevrolet Nova Sedan

W 1984 roku General Motors nawiązało współpracę z japońską Toyotą, której efektem było utworzenie spółki joint venture NUMMI. Pierwszym efektem mariażu był przedstawiony w tym samym roku kompaktowy model bliźniaczy wobec Toyoty Corolli, dla którego przywrócono stosowaną w latach 60. i 70. nazwę Nova.
Samochód oferowany był w dwóch wariantach nadwoziowych: jako 4-drzwiowy sedan oraz 5-drzwiowy liftback. Od modelu Toyoty Chevrolet Nova odróżniał się detalami, na czele z innym wypełnieniem reflektorów i zmodyfikowaną atrapą chłodnicy.

### Sprzedaż
Chevrolet Nova produkowany był w zakładach w Fremont w Kalifornii z przeznaczeniem na rynek północnoamerykański do 1988 roku. Przez kolejne 10 lat General Motors kontynuowało współpracę na polu oferowania bliźniaczej wersji Toyoty Corolli, sprzedając jednak ją pod marką Geo. W 1998 roku pojazd powrócił do gamy Chevroleta jako Chevrolet Prizm.

### Silniki
- L4 1.6l 4A-C
- L4 1.6l 4A-GE